# Hsieh Yu-chieh
Hsieh Yu-chieh, precedentemente nota come Hsieh Shu-ying (Kaohsiung, 23 luglio 1993), è una tennista taiwanese.

## Carriera
Ha vinto 5 titoli nel doppio nel circuito ITF in carriera. Ha raggiunto la sua migliore posizione nel singolare WTA, nr 830, il 6 febbraio 2012; il 7 luglio 2014 ha raggiunto il miglior piazzamento mondiale nel doppio, nr 134.
Nel 2017, conquista l'Hawaii Open ad Honolulu insieme a sua sorella Hsieh Su-wei, ex numero 1 di doppio.

## Statistiche WTA

### Doppio

#### Sconfitte (2)
| Legenda               | Legenda      |
| --------------------- | ------------ |
| Grande Slam (0)       |              |
| Argenti Olimpici (0)  |              |
| WTA Finals (0)        |              |
| WTA Elite Trophy (0)  |              |
| Dal 2009 al 2020      | Dal 2021     |
| Premier Mandatory (0) | WTA 1000 (0) |
| Premier 5 (0)         | WTA 1000 (0) |
| Premier (1)           | WTA 500 (0)  |
| International (1)     | WTA 250 (0)  |

| N. | Data              | Torneo                        | Superficie | Compagna     | Avversarie in finale        | Punteggio |
| 1. | 23 settembre 2018 | Hansol Korea Open, Seul       | Cemento    | Hsieh Su-wei | Choi Ji-hee Han Na-lae      | 3-6, 2-6  |
| 2. | 21 settembre 2019 | Toray Pan Pacific Open, Osaka | Cemento    | Hsieh Su-wei | Chan Hao-ching Latisha Chan | 5-7, 5-7  |

## Circuito WTA 125

### Doppio

#### Vittorie (1)
| N. | Data             | Torneo                | Superficie | Compagna     | Avversarie in finale     | Punteggio   |
| 1. | 25 novembre 2017 | Hawaii Open, Honolulu | Cemento    | Hsieh Su-wei | Eri Hozumi Asia Muhammad | 6-1, 7-6(3) |

#### Sconfitte (1)
| N. | Data           | Torneo                      | Superficie | Compagna     | Avversarie in finale          | Punteggio |
| 1. | 21 agosto 2021 | Chicago Challenger, Chicago | Cemento    | Mona Barthel | Eri Hozumi Peangtarn Plipuech | 5-7, 2-6  |